# Wilhelmskriget
Wilhelmskriget (engelsk: The Wilhelm scream) er en lydeffekt, der er ofte brugt i film. Lydeffekten blev brugt første gang i filmen Distant Drums fra 1951. Lydeffekten opnåede ny popularitet efter den blev brugt i Star Wars og i en række andre film, TV-programmer og videospil. Skriget bruges ofte, når nogen falder i døden fra stor højde eller i forbindelse med en eksplosion. Wilhelmskriget påstås at have været brugt i mere end 149 film.
Lydeffekten er opkaldt efter menig Wilhelm, der bliver skudt med en pil i westernfilmen The Charge at Feather River fra 1953. Filmen menes at være den anden film, hvori skriget benyttes.

## Historie
Lydeffekten stammer fra en serie af lydeffekter, der blev optaget til filmen Distant Drums fra 1951. I en af filmens scener går en række soldater igennem en sump, da en af soldaterne bliver bidt af en alligator og trukket ned under vandet. Skriget i scenen blev optaget senere under produktionen, hvor der blev optaget i alt 6 optagelser af et skrig under titlen "mand bides af alligator, og skriger". Den femte optagelse benyttes i alligatorscenen, og skrigene 4-6 benyttes i andre scener i filmen. Alle de seks optagelser af skriget betegnes som "Wilhelm".

## Genopdagelse
Den kendte lydeffektekspert Ben Burtt genopdagede Wilhelmskriget, da han fandt den originale optagelse i et filmstudie og indarbejdede det i en scene i Star Wars Episode IV: Et nyt håb om bord på rumskibet Dødsstjernen, hvor Luke Skywalker skyder en modstander, der falder ned i dybet. Burtt er krediteret for at have navngivet skriget "Wilhelmskriget". Burtt benyttede herefter skriget i en række film, som han arbejdede med (herunder Indiana Jones-filmene). Andre lydfolk har senere benyttet Wilhelmskriget i film. Burtt har vurderet, at skriget formentlig er en optagelse af skuespilleren og sangeren Sheb Wooley.